# 리우신
리우신(1984년 6월 8일 ~ )은 중화인민공화국의 가수이다. 2008년 싱글 앨범 옌써으로 데뷔하였다.

## 발매 앨범
- 2008년 디지털 싱글 옌써
- 2017년 드라마 친애적타문 OST  亲爱的她 (사랑하는 여자)